# Ahez
Ahez er et fransk vocal gruppe bestående af Marine Lavigne, Sterenn Diridollou og Sterenn Le Guillou, De har repræsenteret Frankrig i Eurovision Song Contest 2022 i Torino, Sammen med Alvan med sangen "Fulenn" og kom på en 24 plads i finalen.